# PCLinuxOS
PCLinuxOS is een Linuxdistributie die onder de GPL-licentie is te verkrijgen en waarvoor geen kosten in rekening worden gebracht.

## Geschiedenis
PCLinuxOS begon als een project van Bill Reynolds, beter bekend als Texstar. Vóór het starten van een eigen distributie was Texstar bekend als ontwikkelaar in de Mandrakegemeenschap om het bouwen van up-to-date *.rpm-pakketten voor de populaire distributie en het aanbieden ervan als gratis download. In 2003 besloot hij een nieuwe distributie te bouwen, gebaseerd op Mandrake Linux, maar met verschillende belangrijke verbeteringen in bruikbaarheid.

## Bijzonderheden
PCLinuxOS is verkrijgbaar in de vorm van een live-system, dat ook op de harde schijf geïnstalleerd kan worden, eventueel in een dualbootconfiguratie naast een reeds geïnstalleerd besturingssysteem. Het bijzondere aan deze live-cd is dat deze 2 gigabyte aan software bevat en alleen door middel van doorgedreven datacompressie op een cd van 700 megabyte past.
PCLinuxOS is gebaseerd op Mandriva Linux en bezit nog een aantal eigenschappen van deze distributie, zoals de lay-out, het gebruik van KDE als belangrijkste desktopomgeving en grote delen van het Mandriva-controlecentrum.
Echter maakt PCLinuxOS gebruik van zijn eigen pakketten en installeert deze met het Debian-tool APT of zijn front-end Synaptic.
Ook volgen de beide distributies hun eigen releaseplan, waarbij PCLinuxOS zich vooral concentreert op thuisgebruikers; dit uit zich in de gebruiksvriendelijkheid en het voorinstalleren van closedsource-multimedia-codecs.

## Varianten
- PCLinuxOS "KDE MiniMe"
- PCLinuxOS "MATE"
- PCLinuxOS "Xfce"[2]